# Glypta novomexicana
Glypta novomexicana là một loài tò vò trong họ Ichneumonidae.